# JAuJA
JAuJA fue un tebeo de periodicidad quincenal, editado entre 1982 y 1983 por la barcelonesa Ediciones Druida. Poseía un estilo más moderno que las publicaciones de Editorial Bruguera, pero no pudo competir con ellas, pereciendo al poco tiempo.

## Trayectoria
La revista surgió en 1982, en plena crisis de Editorial Bruguera, cuando varios historietistas de la escuela Bruguera abandonaron la compañía. Entre los autores que se sumaron al proyecto se encontraban Jan, Koski, Ricardo Oliván y sobre todo Manuel Vázquez, quien desarrolló para ella algunas de las obras maestras de su última etapa.
"Jauja" destacaba también por su selección de tiras de prensa estadounidenses y contenía además secciones de chistes (¿Saben aquel que dice...?), citas (Lo dijo...), fotomontajes (Fotos sonoras) y pasatiempos (Gimnasio mental). Entre sus historietas, y aparte la parodia de algún personaje actual dibujada por Bernet Toledano (Jiménez del Oso, José María Íñigo, etc.) se encontraban:
| Años | Números | Título                                  | Autoría          | Comentario                    |
| ---- | ------- | --------------------------------------- | ---------------- | ----------------------------- |
| 1982 | 1 y ss. | Los últimos de Villapiñas               | Jan              |                               |
| 1982 | 1 y ss. | Los Picos (Shoe en el original)         | Jeff MacNelly    | Tira de prensa estadounidense |
| 1982 | 1 y ss. | Vámonos al bingo                        | Vázquez          |                               |
| 1982 | 1 y ss. | Quico                                   | José Luis Martín |                               |
| 1982 | 1 y ss. | Gómez and Gómez                         | Koski            |                               |
| 1982 | 1       | Cab Halloloco                           | Jan              |                               |
| 1982 | 1 y ss. | Pepinillos (Miss Peach, en el original) | Mell Lazarus     | Tira de prensa estadounidense |
| 1982 | 1 y ss. | Benitín y Eneas                         | Breisacher       | Tira de prensa estadounidense |
| 1982 | 1 y ss. | Ganson                                  | Parker/Wilder    | Tira de prensa estadounidense |
| 1982 | 1 y ss. | Brunilda (Broom-Hilda, en el original)  | Russell Myers    | Tira de prensa estadounidense |
| 1982 | 1 y ss. | Los Cósmicos                            | Origone          |                               |
| 1982 | 1 y ss. | John Ruin                               |                  |                               |
| 1982 | 1 y ss. | Los casos de Ana y Cleto                | Vázquez          |                               |
| 1982 | 1 y ss. | Dolores                                 | Coco             | Tira de prensa estadounidense |
| 1982 | 1 y ss. | Al Matone                               | Coco             | Tira de prensa estadounidense |
| 1982 | 4       | Rocky Rollo                             | Juanjo           |                               |
| 1982 | 4       | Adamson                                 | Oscar Jacobsson  | Tira de prensa escandinava    |
| 1982 | 4       | Alfredo                                 | Jørgen Mogensen  | Tira de prensa escandinava    |
|      |         | Yo, dibujante al por mayor              | Vázquez          | También en El Pequeño País    |

La revista aguantó sólo trece números en el mercado y la mayoría de estos autores tuvieron que volver a Bruguera. Los casos de Ana y Cleto, con el nuevo nombre de Tita & Nic y algunos retoques, sería reeditada en la revista Garibolo (1986), surgida ya en la agonía final de Bruguera.